# 76-й армійський корпус (Третій Рейх)
LXXVI-й (76-й) армі́йський ко́рпус (нім. LXXVI. Armeekorps) — армійський корпус Вермахту за часів Другої світової війни. 22 липня 1943 переформований на 76-й танковий корпус.

## Історія
LXXVI-й армійський корпус був сформований 29 червня 1943 на території Франції на базі 66-го резервного корпусу.

## Райони бойових дій
- Франція (червень — липень 1943).

## Командування

### Командири
- генерал-лейтенант Трауготт Херр (нім. Traugott Herr) (29 червня — 22 липня 1943).

## Бойовий склад 76-го армійського корпусу
Формування управління, забезпечення та підтримки
- 476-е артилерійське командування (Arko 476);
- 476-е управління корпусного постачання (Korps-Nachschubtruppen 476);
- 476-й корпусний батальйон зв'язку (Korps-Nachrichten-Abteilung 476).